# .gt

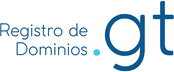

.gt는 과테말라의 인터넷 국가 코드 최상위 도메인이다.

## 2차 수준 도메인
- .com.gt: 상업 법인
- .edu.gt: 교육 기관
- .net.gt: 네트워크; 등록 제한 없음
- .gob.gt: 과테말라 정부 기관
- .org.gt: 조직; 등록 제한 없음
- .mil.gt: 과테말라 군대
- .ind.gt: 개인